# Distretto di San Sebastián
Il distretto di San Sebastián è uno degli otto distretti della provincia di Cusco, in Perù. Si trova nella regione di Cusco.